# Neuer jüdischer Friedhof (Hayange)

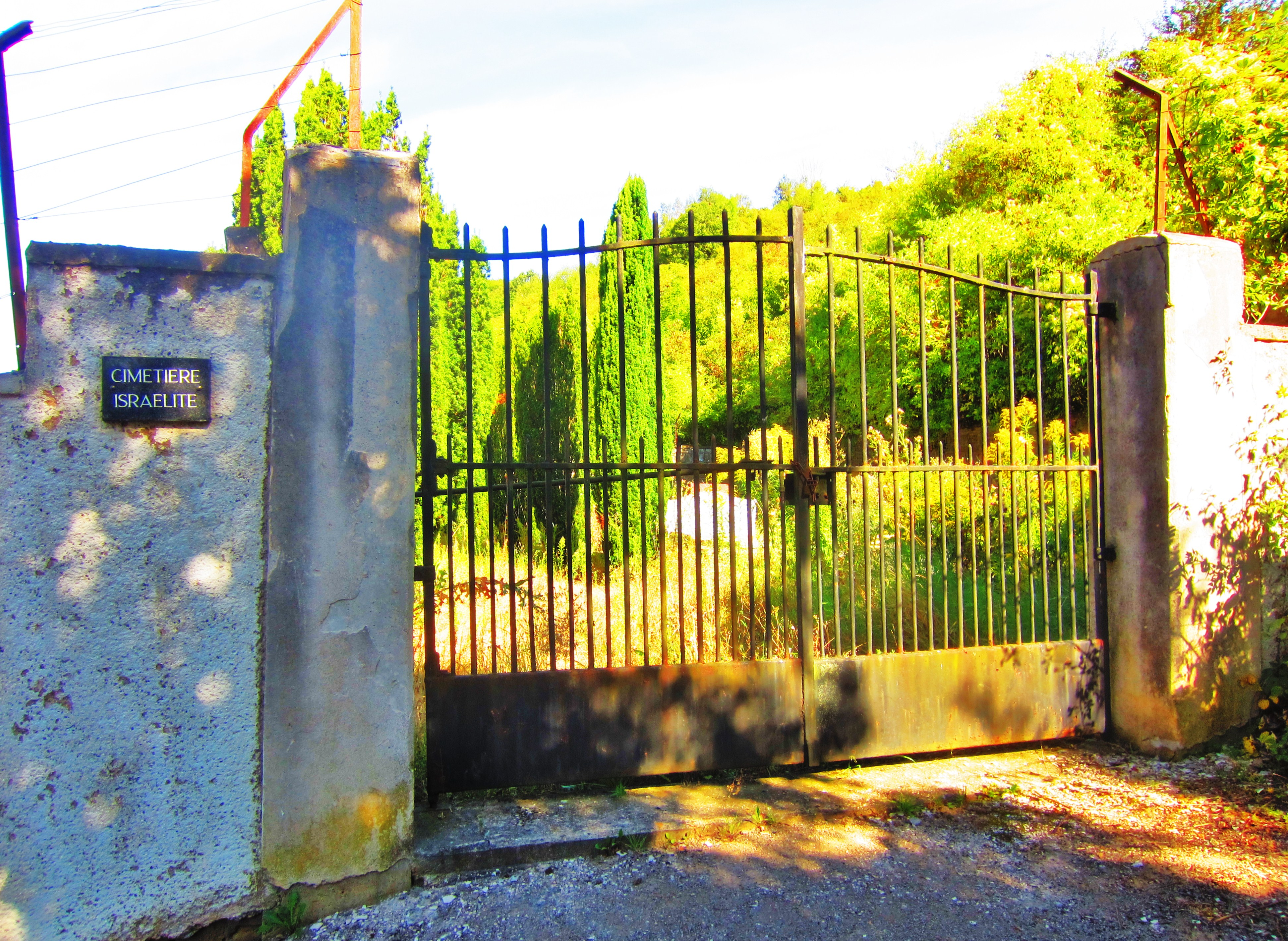
Eingang zum neuen jüdischen Friedhof in Hayange

Der Neue jüdische Friedhof in Hayange, einer französischen Gemeinde im Département Moselle in der historischen Region Lothringen, wurde 1953 angelegt. Der jüdische Friedhof befindet sich an der Rue Louise Michel. 
Der neue Friedhof wurde angelegt, da der alte jüdische Friedhof in Hayange voll belegt war.